# Könyves Tóth Mihály (lelkész)

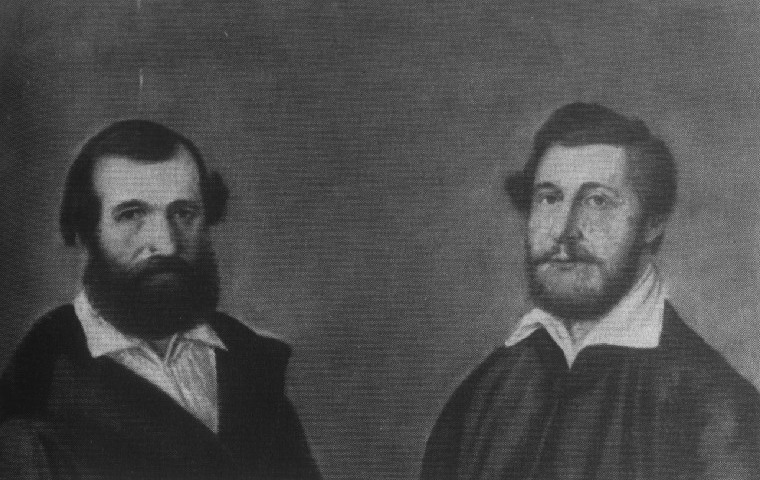
Könyves Tóth Mihály az olmützi fogságban 1851-ben (baloldali) és 1852-ben (jobboldali).

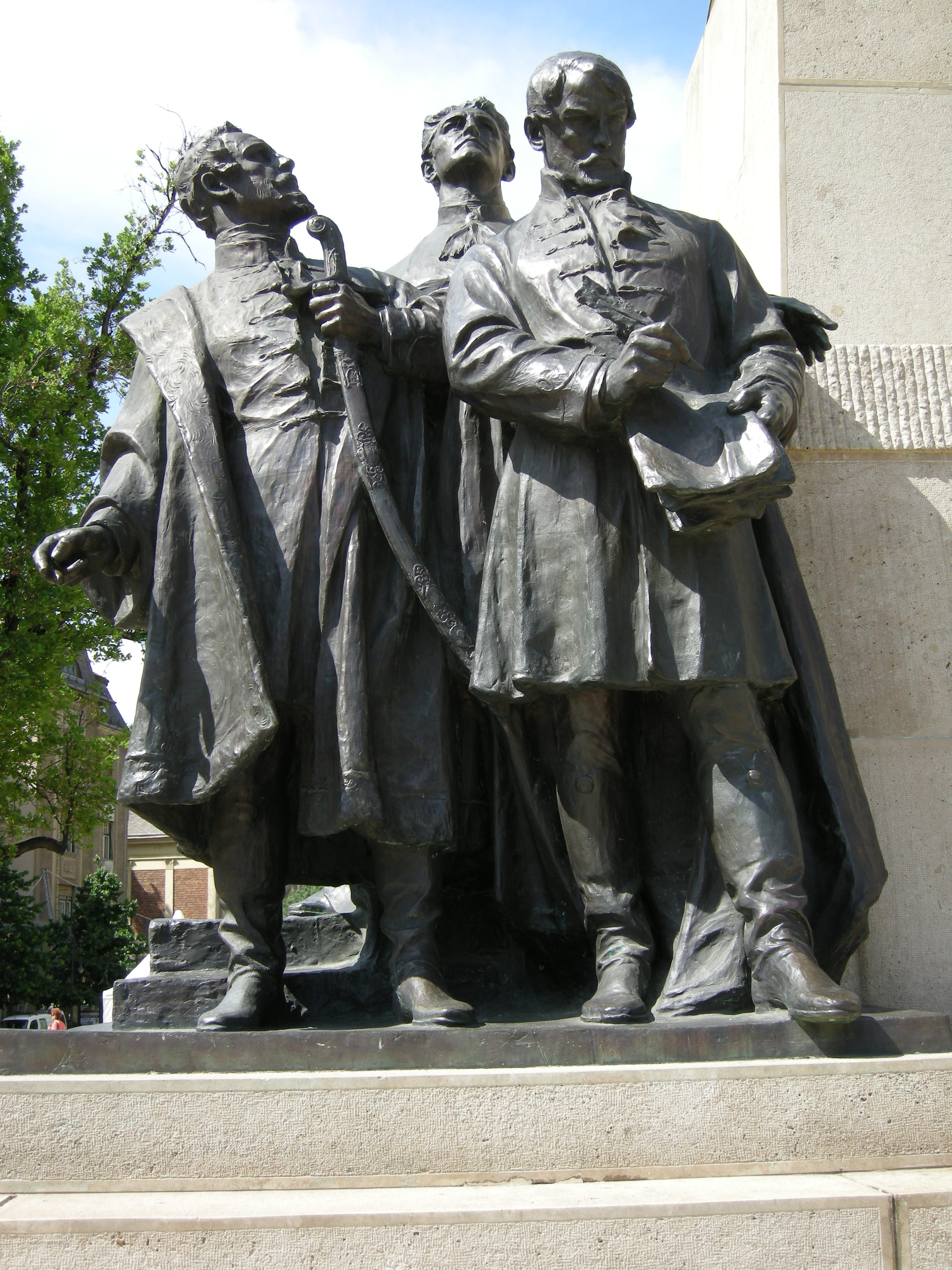
Debrecen. Perényi Zsigmond, Szacsvay Imre, Könyves Tóth Mihály alakjai a Kossuth szobor talapzatánál. Margó Ede alkotása.

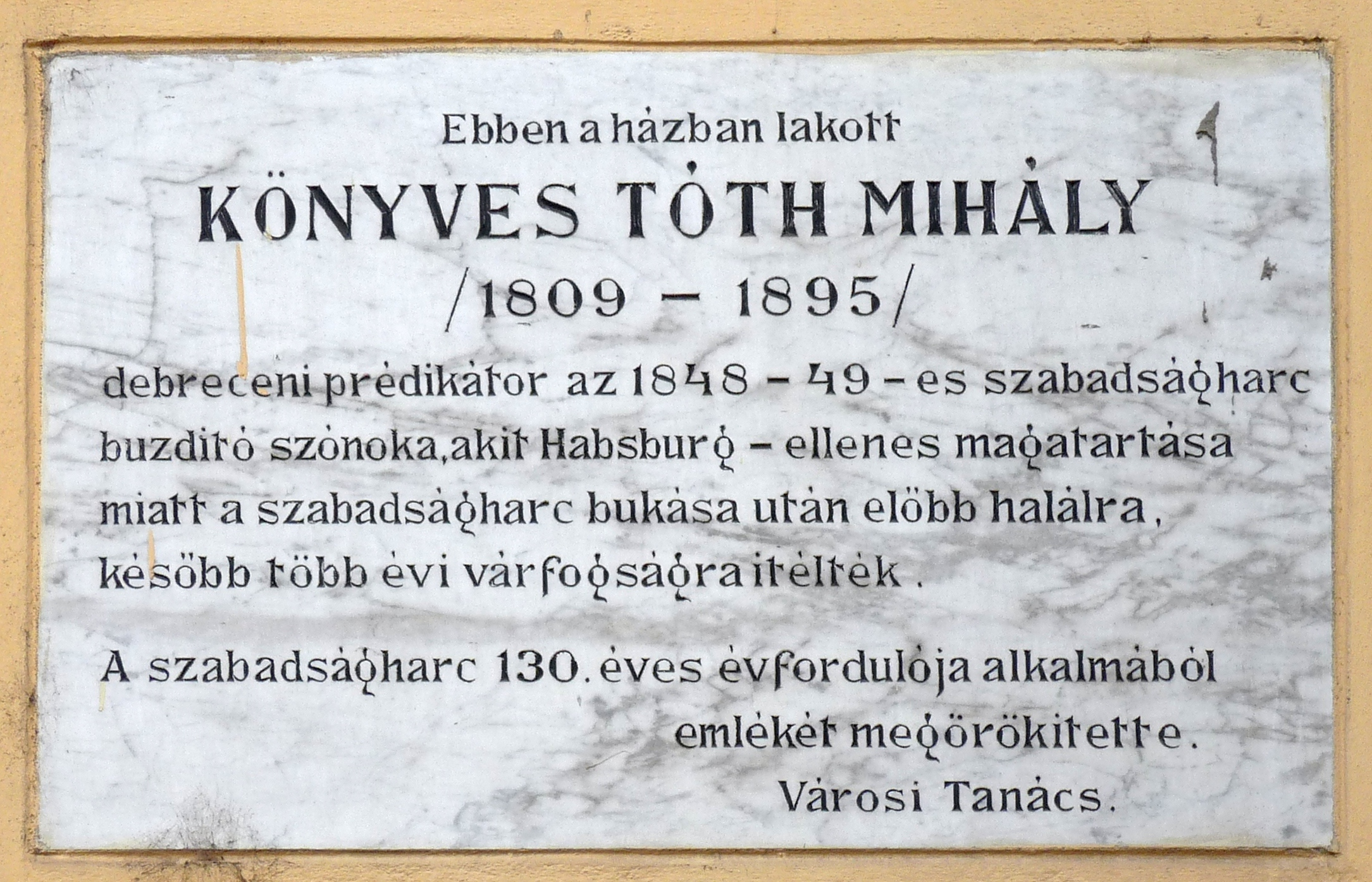
Könyves Tóth Mihály (1809–1895) magyar prédikátor emléktáblája egykori lakóházának homlokzatán. (Debrecen, Széchenyi utca 4.)

Könyves Tóth Mihály (Debrecen, 1809. november 30. – Debrecen, 1895. február 4.) író, református lelkész, Könyves Tóth Mihály mérnök apja.

## Életpálya
1809. november 30-án született id. Könyves Tóth Mihály és Tyukodi Mária fiaként.
Tanulmányait a Debreceni Református Kollégiumban végezte, majd a német nyelv jobb elsajátításáért rövid időre Kassára ment.
Tanulmányai végeztével a Kollégium köztanítója lett. Fél évig tartó külföldi tanulmányútjából hazatérve, 1836 májusától káplán, november 12-től pedig lelkész lett Debrecenben. 
A szabadságharc kitörésekor lelkesítő beszédei hatására tömegesen álltak a debreceni fiatalok a honvédseregbe, majd a frontra induló csapatoknál vállalta a tábori lelkészséget is. A nép „aranyszájú pap”-ként vagy „Kossuth papja”-ként emlegette, aki a csaták hevében élete kockáztatásával bátorította a harcolókat, vigasztalta a sebesülteket, golyózáporban is temette az elesett hősöket. Ott volt az aradi táborozásban is. Hazafias beszédei miatt 1849. augusztus 7-én elfogták és éppen születése napján, november 30-án előbb kötél általi halálra ítélték, később azonban a büntetést húsz évi várfogságra módosították.
Fogságából 1856. április 6-án amnesztiával szabadult, de eltiltották úgy a lelkészi, mint a tanári állásától is. Ez okból kifolyólag előbb a Debreceni Kollégium főiskolájának és a debreceni egyházközségnek volt a számvevője, 1859 tavaszától pedig a püspöki iroda vezetőjeként dolgozott. 1863-ban karcagi lelkésszé és még abban az évben heves-nagykunsági esperessé választották, majd 1871 júliusában újra Debrecenbe hívták meg lelkésznek. Többször volt konventi tag és rövid ideig egyházkerületi tanácsbíró. 1886-ban ülték meg ötvenéves lelkészi jubileumát.
Alakját a Debrecen főterén található, Nagytemplom előtti Kossuth-szobor nyugati oldalán lévő szoborcsoport (halálraítéltek) tagjaként örökítették meg. Fekete márványból készült síremléke Debrecenben, a Nagyerdei Köztemető VI. liget AOKS 18. parcellánál található (ott is van eltemetve). A sírt a Nemzeti Sírkert részévé nyilvánították 2003-ban.
Jeles szónok és erélyes egyházkormányzó volt, több prédikációja és halotti beszéde nyomtatásban is megjelent.

## Fontosabb művei
- M. Pallas Debrecina (versek), Debrecen, 1828
- Egyházi beszédek, Pest, 1841
- Ünnepi és vasárnapi beszédek, Pest, 1851
- Emlékirat a Tiszántúli Református Egyházkerület életéről (kézirat 1855), nyomtatásban kiadva: Debrecen, 1996 (szöveggond. Szabadi István)